# Ernst Eichler
Ernst Eichler is een Duits historisch merk van motorfietsen.
De bedrijfsnaam was: Ernst Eichler Werk, Berlin.
Na een familieruzie vertrok Ernst Eichler in 1924 uit de door hem zelf opgerichte firma Eichler & Co. en richtte het merk Ernst Eichler op. Hij bouwde 142- en 172cc-tweetakten en 172 cc zijkleppers. Een jaar later was de ruzie bijgelegd en ging Ernst terug naar het familiebedrijf, maar dat stond er zo slecht voor dat de poorten al snel gesloten werden.